# بورتلاند (تكساس)
بُرتلَند أو (نقحرة: بورتلاند) (بالإنجليزية: Portland)‏ هي مدينة أمريكية تقع في ولاية تكساس.تبلغ مساحة هذه المدينة 24.9 (كم²)،ويبلغ عدد سكانها 15099 نسمة حسب إحصاء سنة 2010 م. تشير إحصاءات سنة 2000م بأن الكثافة السكانية في هذه المدينة تقدر بـ(820.7) نسمة/كم2.

## التركيبة السكانية
حدّد مكتب تعداد الولايات المتحدة بيانات التركيبة السكانية لبُرتلَند في تعداد الولايات المتحدة. في ما يلي، التركيبة السكانية حسب تعدادي 2000 و2010.

### تعداد عام 2000
بلغ عدد سكان بُرتلَند 14,827 نسمة بحسب تعداد عام 2000، وبلغ عدد الأسر 5,021 أسرة وعدد العائلات 4,053 عائلة مقيمة في المدينة. في حين سجلت الكثافة السكانية 378 نسمة لكل كيلومتر مربع (979.0/ميل2). وبلغ عدد الوحدات السكنية 5,351 وحدة بمتوسط كثافة قدره 136.4 لكل كيلومتر مربع (353.3/ميل2).
وتوزع التركيب العرقي للمدينة بنسبة 83.79% من البيض و4.11% من الأمريكيين الأفارقة و0.57% من الأمريكيين الأصليين و1.05% من الأمريكيين ذوي الأصول الآسيوية و0.20% من سكان جزر المحيط الهادئ و7.43% من الأعراق الأخرى و2.84% من عرقين مختلطين أو أكثر و26.10% من الهسبانيون أو اللاتينيون من أي عرق.
بلغ عدد الأسر 5,021 أسرة كانت نسبة 50.6% منها لديها أطفال تحت سن الثامنة عشر تعيش معهم، وبلغت نسبة الأزواج القاطنين مع بعضهم البعض 68.6% من أصل المجموع الكلي للأسر، ونسبة 9.2% من الأسر كان لديها معيلات من الإناث دون وجود شريك، بينما كانت نسبة 2.9% من الأسر لديها معيلون من الذكور دون وجود شريكة وكانت نسبة 19.3% من غير العائلات. تألفت نسبة 16.1% من أصل جميع الأسر من عدة أفراد يعيشون في نفس المنزل ونسبة 6.1% كانت تتألف من شخص يعيش بمفرده يبلغ من العمر 65 عاماً أو أكثر. وبلغ متوسط حجم الأسرة المعيشية 2.94، أما متوسط حجم العائلات فبلغ 3.30.
بلغ العمر الوسطي للسكان 31.8 عاماً. وكانت نسبة 32.6% من القاطنين تحت سن الثامنة عشر، وكانت نسبة 8.2% بين الثامنة عشر والرابعة والعشرين عاماً، ونسبة 31.2% كانت واقعةً في الفئة العمرية ما بين الخامسة والعشرين والرابعة والأربعين عاماً، ونسبة 19.9% كانت ما بين الخامسة والأربعين والرابعة والستين، ونسبة 7.6% كانت ضمن فئة الخامسة والستين عاماً فما فوق. يوجد لكل 100 أنثى 98.3 ذكر، ويوجد لكل 100 أنثى في الثامنة عشر من عمرها فما فوق 93.3 ذكر.
بلغ متوسط دخل الأسرة في المدينة 48,574 دولارًا، أما متوسط دخل العائلة فبلغ 52,220 دولارًا. وكان متوسط دخل الذكور 37,316 دولارًا مقابل 25,722 دولارًا للإناث. وسجل دخل الفرد الخاص بالمدينة 19,871 دولارًا. وكانت نسبة 5.8% من العائلات ونسبة 7.4% من السكان تحت خط الفقر، وكان من هؤلاء نسبة 9.4% تحت سن الثامنة عشر ونسبة 10.2% في الخامسة والستين من العمر وما فوق.

### تعداد عام 2010
بلغ عدد سكان بُرتلَند 15,099 نسمة بحسب تعداد عام 2010، وبلغ عدد الأسر 5,392 أسرة وعدد العائلات 4,107 عائلة مقيمة في المدينة. في حين سجلت الكثافة السكانية 385 نسمة لكل كيلومتر مربع (997.1/ميل2). وبلغ عدد الوحدات السكنية 5,907 وحدة بمتوسط كثافة قدره 150.6 لكل كيلومتر مربع (390.1/ميل2).
وتوزع التركيب العرقي للمدينة بنسبة 88.18% من البيض و1.58% من الأمريكيين الأفارقة و0.58% من الأمريكيين الأصليين و1.32% من الأمريكيين ذوي الأصول الآسيوية و0.12% من سكان جزر المحيط الهادئ و5.87% من الأعراق الأخرى و2.36% من عرقين مختلطين أو أكثر و35.27% من الهسبانيون أو اللاتينيون من أي عرق.
بلغ عدد الأسر 5,392 أسرة كانت نسبة 42.2% منها لديها أطفال تحت سن الثامنة عشر تعيش معهم، وبلغت نسبة الأزواج القاطنين مع بعضهم البعض 59.2% من أصل المجموع الكلي للأسر، ونسبة 11.6% من الأسر كان لديها معيلات من الإناث دون وجود شريك، بينما كانت نسبة 5.4% من الأسر لديها معيلون من الذكور دون وجود شريكة وكانت نسبة 23.8% من غير العائلات. تألفت نسبة 19.7% من أصل جميع الأسر من عدة أفراد يعيشون في نفس المنزل ونسبة 7.4% كانت تتألف من شخص يعيش بمفرده يبلغ من العمر 65 عاماً أو أكثر. وبلغ متوسط حجم الأسرة المعيشية 2.78، أما متوسط حجم العائلات فبلغ 3.19.
بلغ العمر الوسطي للسكان 35.6 عاماً. وكانت نسبة 28.6% من القاطنين تحت سن الثامنة عشر، وكانت نسبة 8.2% بين الثامنة عشر والرابعة والعشرين عاماً، ونسبة 26.3% كانت واقعةً في الفئة العمرية ما بين الخامسة والعشرين والرابعة والأربعين عاماً، ونسبة 25.2% كانت ما بين الخامسة والأربعين والرابعة والستين، ونسبة 11.7% كانت ضمن فئة الخامسة والستين عاماً فما فوق. وتوزع التركيب الجنسي للسكان بنسبة 49.5% ذكور و50.5% إناث.